# Marcel Carné
Marcel Albert Carné (Parigi, 18 agosto 1909 – Clamart, 31 ottobre 1996) è stato un regista e sceneggiatore francese, fra i maggiori protagonisti del cinema francese degli anni trenta, quaranta e cinquanta e della corrente del realismo poetico, con film quali Il porto delle nebbie (1938), Alba tragica (1939) e Amanti perduti (1945).

## Biografia
Nato nel 1909, figlio di un ebanista e orfano di madre a soli cinque anni, dopo essersi diplomato all'Ecole Technique de Photographie et de Cinéma, Carné iniziò la sua carriera dapprima come critico cinematografico sulle riviste Hebdo-Film, Cinémonde e Film-sonore, poi, dopo aver realizzato alcuni film pubblicitari, diresse, nel 1929 assieme a Michel Sanvoisin, il cortometraggio documentario Nogent, Eldorado du dimanche, sulla folla domenicale in una grande spiaggia. In seguito divenne assistente alla regia di René Clair per Sotto i tetti di Parigi (1930), di Jacques Feyder per La donna dai due volti (1934), Pensione Mimosa (1935) e La kermesse eroica (1935).
Nel 1936, grazie all'aiuto di Feyder, Carné esordì alla regia di un lungometraggio con Jenny, regina della notte, interpretato dalla moglie di Feyder, Françoise Rosay. A firmare la sceneggiatura, insieme a Jacques Constant, lo scrittore Jacques Prévert, con il quale Carné inaugurò fin da questa sua prima opera un fortunato sodalizio professionale che produsse nel giro di un decennio alcuni capolavori della storia del cinema francese. Dopo l'eccentrico Lo strano dramma del dottor Molyneux (1937), che non ottenne però il successo sperato e fu riscoperto solo in seguito, la loro collaborazione raggiunse uno dei suoi esiti più alti nel 1938 con Il porto delle nebbie. Il film ebbe grande successo grazie alla abilità di Carné nella rappresentazione degli esterni e nella direzione degli attori (notevoli le interpretazioni di Jean Gabin e Michèle Morgan) e al grande talento di Prévert che riuscì ad amalgamare alcuni dei temi tardo-surrealisti, tipici della sua poesia, con una leggera inquietudine alla quale è dovuto certamente il fascino del film.
Nel 1938 seguì Albergo Nord e nel 1939 Alba tragica, che narra la storia di un operaio il quale, preso d'assedio dalla polizia nella sua camera, rivive i momenti che lo hanno condotto ad uccidere per amore e, quando si leva il sole, si spara. In questo film di grande impegno, la figura dell'operaio, che il Fronte popolare indicava come protagonista sociale, diventa nei temi di Prévert (che interpretano la realtà in termini metafisici per cui è il Destino che traccia gli eventi della vita) una figura socialmente astratta e anonima. Questa forma di fatalismo esistenziale segnerà la fine delle speranze del primo Fronte popolare e non è un caso che nello stesso anno esca anche il drammatico film di Jean Renoir, La regola del gioco (1939). Seguirà nel 1943, senza il successo del precedente film, L'amore e il diavolo (1942).
Quando Parigi venne liberata dai tedeschi, Carné e Prévert presenteranno il loro capolavoro, Amanti perduti (1945), ambientato in una Parigi ottocentesca, che narra le storie che si intrecciano di un famoso mimo, Jean-Gaspard Debureau, e di un grande attore, Frédérick Lemaître, della loro carriera dagli inizi stentati alla celebrità, dell'amore che li accomuna per la bella Garance. Il film riesce ad affascinare per il senso della narrazione, per l'abilità con cui vengono intrecciati figure e avvenimenti, per la cura posta nell'inquadratura e nella fotografia e soprattutto per la bravura degli attori, da Jean-Louis Barrault a Pierre Brasseur, da Arletty a María Casarès, da Marcel Herrand a Gaston Modot.
In seguito produrrà comunque opere di buona qualità - Teresa Raquin (1953), Peccatori in blue-jeans (1958), Tre camere a Manhattan (1965), I giovani lupi (1968) e Inchiesta su un delitto della polizia (1971), La meravigliosa visita (1974).
Morì nel 1996 ed è sepolto nel Cimitero di Saint-Vincent, a Parigi.

## Critica
Alfonso Canziani esprime qualche riserva a proposito delle opere della coppia Carné-Prevert, per il loro naufragare «sugli scogli del populismo e dell'intimismo. I più famosi film (...) dimostrarono, per esempio,  come un materiale originariamente ricco e produttivo di significanze, sia stato banalizzato (...). (Nel senso di un complesso di significati di connotazioni comuni alla élite borghese-intellettuale che si autoaffidava il ruolo d'interprete della vita, dei sentimenti e della coscienza popolare.)»

## Progetti non realizzati
Nel corso della sua carriera Carné ha solo abbozzato o lungamente elaborato e poi abbandonato molti progetti, talvolta completati in seguito da altri registi. Fra le varie opere letterarie di cui avrebbe voluto realizzare la trasposizione cinematografica:
- nel 1939 Il postino suona sempre due volte di James M. Cain, con interpreti previsti Jean Gabin e Michel Simon, diventato Le dernier tournant diretto da Pierre Chenal;
- nel 1945 La maschera della morte rossa di Edgar Allan Poe;
- nel 1946-1947 Candido di Voltaire;
- nel 1948 Il castello di Franz Kafka;
- nel 1951 La regina Margot di Alexandre Dumas (padre), di cui una prima versione fu girata tre anni dopo da Jean Dréville;
- nel 1957 il film storico Les Baladins o Saint-Barthélémy, su una compagnia della commedia dell'arte alla corte dei Valois in occasione della tragica Notte di san Bartolomeo, fu rifiutato dal produttore Alexandre Mnouchkine per i costi troppo elevati e Carné finì per ripiegare sul meno impegnativo Peccatori in blue-jeans;
- nel 1961 La signora delle camelie di Alexandre Dumas (figlio), con Claudia Cardinale e Jacques Charrier (progetto poi ripreso nel 1963 e nel 1964 con diverse interpreti femminili: Jeanne Moreau e Irina Demick);
- sempre nel 1961 Germinale di Émile Zola, con Laurent Terzieff e Maximilian Schell, poi realizzato da Yves Allégret;
- nel 1963 il progetto su Djagilev e Nižinskij con Orson Welles e Rudol'f Nureev fu bloccato dalle autorità sovietiche;[5]
- nel 1989 il suo ultimo progetto, Mouche di Guy de Maupassant, con Juliette Binoche.

## Filmografia
- Nogent, Eldorado du dimanche (1929) - cortometraggio documentario
- Jenny, regina della notte (Jenny) (1936)
- Lo strano dramma del dottor Molyneux (Drôle de drame ou L'étrange aventure de Docteur Molyneux) (1937)
- Il porto delle nebbie (Le Quai des brumes) (1938)
- Albergo Nord (Hôtel du Nord) (1938)
- Alba tragica (Le Jour se lève) (1939)
- L'amore e il diavolo (Les Visiteurs du soir) (1942)
- Amanti perduti (Les Enfants du paradis) (1945)
- Mentre Parigi dorme (Les Portes de la nuit) (1946)
- La Fleur de l'âge (1947) (incompiuto) - anche sceneggiatore
- La vergine scaltra (La Marie du port) (1950) - anche sceneggiatore
- Juliette o la chiave dei sogni (Juliette ou La clef des songes) (1950) - anche sceneggiatore
- Teresa Raquin (Thérèse Raquin) (1953) - anche sceneggiatore
- Aria di Parigi (L'Air de Paris) (1954) - anche sceneggiatore
- Il fantastico Gilbert (Le Pays d'où je viens) (1956) - anche sceneggiatore
- Peccatori in blue-jeans (Les Tricheurs) (1958) - anche sceneggiatore
- Gioventù nuda (Terrain vague) (1960) - anche sceneggiatore
- Parigi proibita (Du mouron pour les petits oiseaux) (1962) - anche sceneggiatore
- Tre camere a Manhattan (Trois chambres à Manhattan) (1965) - anche sceneggiatore
- I giovani lupi (Les Jeunes Loups) (1968) - anche sceneggiatore
- Inchiesta su un delitto della polizia (Les Assassins de l'ordre) (1971) - anche sceneggiatore
- La meravigliosa visita (La Merveilleuse Visite) (1974) - anche sceneggiatore
- La Bible (1977) - documentario

## Riconoscimenti

### Premi cinematografici
- 1979: Premio César onorario
- 1989: Premio Imperiale

### Altro
- 1979: membro dell'Académie des beaux-arts (seggio 2 della VII sezione)